# Arrondissement di Pontivy
L'arrondissement di Pontivy è una suddivisione amministrativa francese, situata nel dipartimento del Morbihan e nella regione della Bretagna.

## Composizione
L'arrondissement di Pontivy raggruppa 78 comuni in 10 cantoni:
- cantone di Baud
- cantone di Cléguérec
- cantone di Le Faouët
- cantone di Gourin
- cantone di Guémené-sur-Scorff
- cantone di Josselin
- cantone di Locminé
- cantone di Pontivy
- cantone di Rohan
- cantone di Saint-Jean-Brévelay